# 英格勒姆 (密西西比州)
英格勒姆（英語：Ingram）是位於美國密西西比州科荷馬縣及奎特曼縣的鬼鎮。

## 地理
英格勒姆所處的海拔為高於海平面52米（即171英呎），而該地所採用的時區為UTC-6，即北美中部時區（CST）。同時該地設有夏令時間，為UTC-6調快一小時，即UTC-5（CDT）。